# خوليو سانتانا
خوليو سانتانا هو لاعب كرة قاعدة دومينيكاني، ولد في 20 يناير 1974 في سان بيدرو دي ماكوريس في جمهورية الدومينيكان.

## وصلات خارجية
- خوليو سانتانا على موقع الدوري الياباني لكرة القاعدة (الإنجليزية)
- خوليو سانتانا على موقعبيزبول رفرنس.كوم (الدوري الرئيسي) (الإنجليزية)
- خوليو سانتانا على موقعبيزبول رفرنس.كوم (الدوري الثانوي) (الإنجليزية)
- خوليو سانتانا على موقع مشجعي الرسوم البيانية (الإنجليزية)